# Anvar Anvarov
Anvar Anvarov (* 22. Oktober 2000) ist ein usbekischer Leichtathlet, der sich auf den Weitsprung spezialisiert hat und aktuell Inhaber des Landesrekordes in dieser Disziplin ist.

## Sportliche Laufbahn
Erste internationale Erfahrungen sammelte Anvar Anvarov im Jahr 2022, als er bei den Islamic Solidarity Games in Konya mit einer Weite von 8,01 m die Goldmedaille gewann. Im Jahr darauf belegte er bei den Hallenasienmeisterschaften in Astana mit 7,66 m den siebten Platz. Im Juni verbesserte er den von Aleksandr Pototskiy, Viktor Ruban und Konstantin Sarnatskiy gehaltenen Landesrekord auf 8,22 m und belegte dann bei den Asienmeisterschaften in Bangkok mit 8,07 m den vierten Platz. Im August brachte er bei den Weltmeisterschaften in Budapest in der Vorrunde keinen gültigen Versuch zustande und im Oktober belegte er bei den Asienspielen in Hangzhou mit 8,01 m den vierten Platz. 2024 schied er bei den Olympischen Sommerspielen in Paris mit 7,77 m in der Qualifikationsrunde aus. Im Jahr darauf belegte er bei den Asienmeisterschaften in Gumi mit 7,98 m den fünften Platz.
2022 wurde Anvar usbekischer Meister im Weitsprung im Freien sowie 2021 in der Halle.